# Lillsjön (Hotagens socken, Jämtland, 710345-145426)
Lillsjön är en sjö i Krokoms kommun i Jämtland och ingår i Indalsälvens huvudavrinningsområde. Sjön har en area på 0,134 kvadratkilometer och ligger 564,1 meter över havet. Lillsjön ligger i Gråberget-Hotagsfjällen Natura 2000-område.

## Delavrinningsområde
Lillsjön ingår i det delavrinningsområde (710370-145457) som SMHI kallar för Utloppet av Lillsjön. Medelhöjden är 580 meter över havet och ytan är 0,9 kvadratkilometer. Det finns inga avrinningsområden uppströms utan avrinningsområdet är högsta punkten. Vattendraget som avvattnar avrinningsområdet har biflödesordning 3, vilket innebär att vattnet flödar genom totalt 3 vattendrag innan det når havet efter 278 kilometer. Avrinningsområdet består mestadels av skog (85 procent). Avrinningsområdet har 0,14 kvadratkilometer vattenytor vilket ger det en sjöprocent på 15 procent.